# Station Strzebielino Morskie
Station Strzebielino Morskie is een spoorwegstation in de Poolse plaats Strzebielinie aan de lijn van Gdańsk naar Stargard.
Na het Verdrag van Versailles in 1919 werd dit het Poolse grensstation aan de grens tussen Polen en Duitsland, bij de zogeheten Poolse Corridor die Polen toegang tot de Oostzee gaf. Toen Duitsland bij het begin van de Tweede Wereldoorlog in 1939 Polen binnenviel kwam hieraan een eind. Na 1945 werd de gehele streek Pommeren Pools en lag de gehele spoorlijn in Polen.